# O.P.P.
Az O.P.P. az amerikai Naughty by Nature hiphopcsapat első nagy slágere, mely 1991-ben jelent meg, és az U.S.Hot Rap kislemezlista 1. helyéig jutott, valamint platina státuszt is kapott. 
A dal hangmintái az 1970-ben megjelent Jackson 5 sláger az ABC, valamint Melvin Bliss Synthetic Substituation sláger alapjaira épült. A dal az egyik legnagyobb rádiós sláger volt 1991 őszén.

## Története
A dal egyike volt az első rap daloknak, melyek az USA-ban 6. helyezést értek el a Billboard Hot 100-as listán. Az MTV felkapta a videóklipet, és az egyik legtöbbet játszott dal volt többek között az Airplay és a Yo' MTV Raps című műsorokban.
Az O.P.P. rövidítése utal mások tulajdonára (Other People's Property), valamint a női nemi szervek, és férfi nemi szervekre, és azon szavak rövidítésére (Other People's Pussy), (Other People's Penis).
A The Source magazin beválasztotta a dalt a 100 legjobb dal közé 1998-ban, valamint a dal szerepelt a 2003-as Malibu's Most Wanted című filmben, és a 2005-ös háborús filmben a Bőrnyakúakban is, ahol a tengerészgyalogosok egy sátorban karácsonyoznak szent este, miközben ez a dal szól.
2008-ban a VH-1 zenecsatorna beválasztotta a dalt a 100 Legnagyobb Hip-Hop slágerek közé a 22. helyre, valamint a 90-es évek legnagyobb slágerei közé, ahol az 53. helyen landolt.
A dal a Parenthood című televíziós sorozat 10. epizód 2. évadjának záró jelenetében szerepelt, illetve az amerikai The Office sorozatban is, ahol a sorozatban szereplő Michael kissé viccesen, saját szavaival rappelte el a dalt.
2009-ben a dal szerepelt az Up in the Air című filmben, illetve a Fresh Prince of Bel Air című sorozatban is, ahol Will Smith karaktere hallgatta a dalt a rádiójában, miközben autót vezetett, és mondta, hogy mekkora sláger ez a dal.
Magyarországon is készült egy vicces átirat a dalból OTP címmel, mely a bankot cikizi a magas lakáshitelek miatt.

## Slágerlista, helyezések
| Slágerlista                                | Legmagasabb helyezés |
| ------------------------------------------ | -------------------- |
| U.S. Billboard Hot 100                     | 6                    |
| U.S. Hot Rap kislemezek                    | 1                    |
| U.S. Hot R&B/Hip Hop kislemezek            | 5                    |
| U.S. Hot Dance Music/Club Play             | 7                    |
| U.S. Hot Dance Music/Maxi-Singles eladások | 1                    |
| UK Singles Chart                           | 35                   |

| Év végi slágerlista (1991) | Helyezés |
| -------------------------- | -------- |
| U.S. Billboard Hot 100     | 94       |

## Tracklista
1. O.P.P. (Vocal)
2. Wickedest Man Alive (Vocal)
3. O.P.P. (Sunny Days Remix)
4. Wickedest Man Alive (Instrumental)
5. O.P.P. (Instrumental)[7]

## Külső hivatkozások
- Billboard Top 100 (1991)[8]
- The Office (Hivatal) sorozatról[4]